# Compromisul din 1850

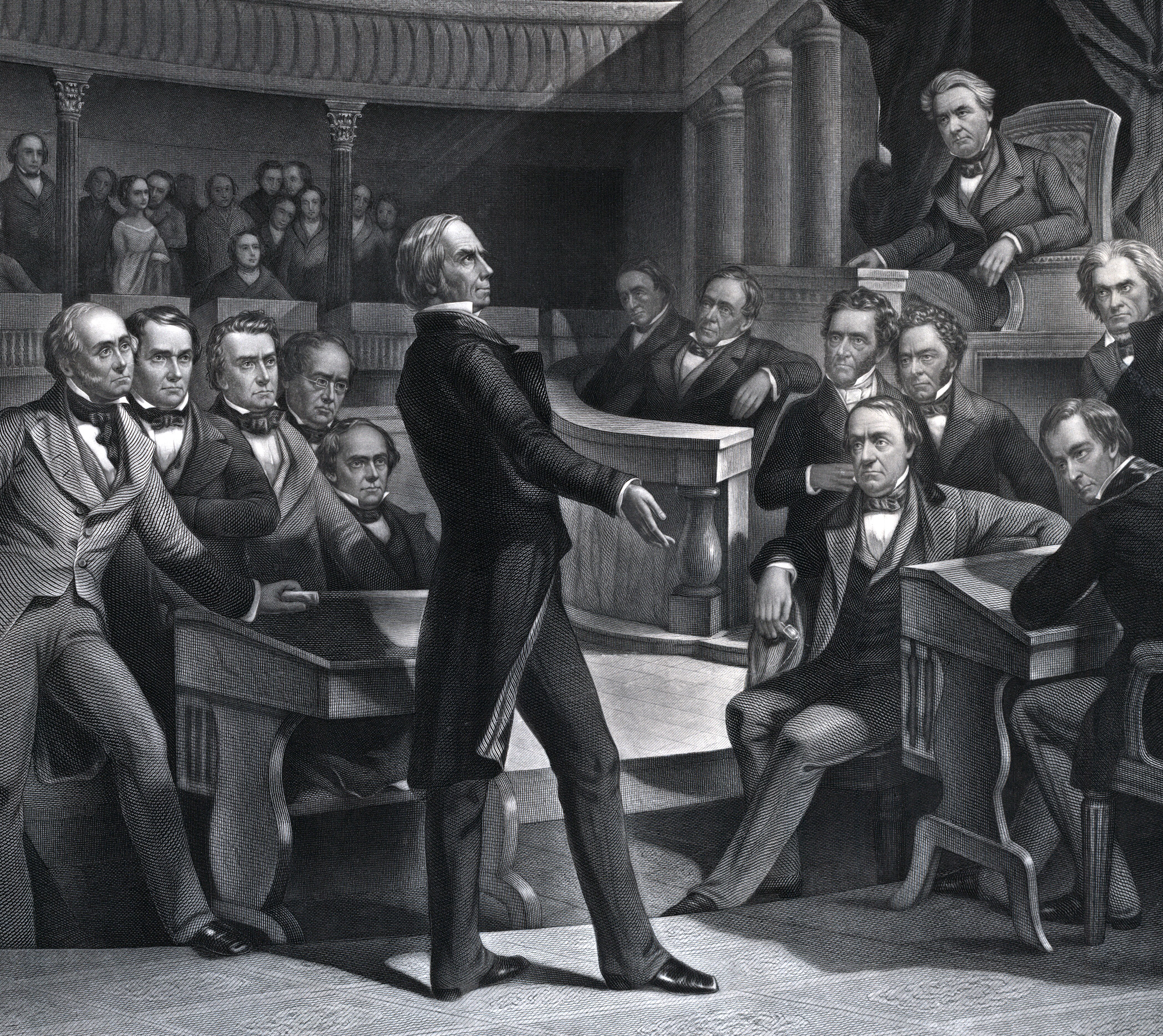
Henry Clay luând cuvântul în Senat, sub privirile lui Calhoun și Webster; Millard Fillmore prezidează.

Compromisul din 1850 a fost o serie din cinci legi, adoptate în septembrie 1850, prin care se intenționa rezolvarea controverselor teritoriale și sociale legate de chestiunea sclaviei și ivite în urma războiului mexicano-american (1846–1848). Cinci legi au echilibrat interesele statelor sclavagiste din Sud și ale statelor libere din Nord. California a fost admis în uniune ca stat liber; Texas a primit compensații financiare pentru renunțarea la revendicările teritoriale asupra teritoriilor aflate la vest de Rio Grande, teritorii aflate astăzi în componența statului New Mexico; Teritoriul New Mexico (inclusiv Arizona de astăzi și o porțiune din sudul statului Nevada) a fost organizat fără vreo interdicție privind sclavia; comerțul de sclavi (nu și sclavia însăși) a fost interzis în Districtul Columbia; și s-a adoptat Legea sclavilor fugari, prin care toți cetățenii americani erau obligați să ajute la returnarea sclavilor fugari la stăpânii lor, indiferent de legalitatea sclaviei în statele lor. Compromisul a decis și în privința dreptului teritoriilor Kansas și Nebraska de a decide în privința sclaviei prin suveranitate populară.
Compromisul propus de senatorul Whig Henry Clay, a fost susținut și de senatorul democrat Stephen Douglas și de senatorul Whig Daniel Webster. Acestui compromis i s-a opus senatorul John C. Calhoun. Compromisul a fost posibil după moartea președintelui Zachary Taylor, care și el se opunea. Președintelui Taylor i-a urmat în funcție un puternic susținător al compromisului, Millard Fillmore. Compromisul a dezamorsat temporar tensiunile puternice din sânul Statelor Unite, amânând criza secesiunii și războiul civil american. Compromisul a renunțat la Provizia Wilmot, care nu a devenit oficial lege, dar care ar fi interzis sclavia în teritoriile preluate de la Mexic. În schimb, compromisul a susținut doctrina suveranității populare pentru teritoriul New Mexico. Diferitele compromisuri au slăbit rivalitățile politice timp de patru ani, până când liniștea relativă a fost distrusă de Legea Kansas-Nebraska.